# Skalička (Moravia meridionale)
Skalička (in tedesco Skalitschka) è un comune della Repubblica Ceca facente parte del distretto di Brno-venkov, in Moravia Meridionale.